# Journal de Château-Gontier
Journal de Château-Gontier, annonces judiciaires, commerciales et littéraires puis agriculture, commerce, littérature...' puis journal politique, littéraire, agricole et commercial.. puis 'journal républicain libéral' puis organe républicain... est un journal local français, qui a été publié de 1833 à 1893 à Château-Gontier , avec un rayonnement principalement dans l'arrondissement de Château-Gontier.

## Histoire
Le journal est d'abord un journal littéraire, ne recevant que des annonces commerciales et judiciaires, puis il devient le représentant de la tendance des Républicains libéreaux, puis républicains. Il est fondé par Louis-Xiste Delaplace. Son successeur est Le Réveil de la Mayenne qui reprend la numérotation. Ce dernier journal est ensuite absorbé par Le Journal de Château-Gontier. Organe de concentration républicaine, fondé pour les Élections législatives de 1914 dans la Mayenne.

### Origine
En 1832, Louis-Xiste Delaplace arrive à Château-Gontier en tant qu'ouvrier, avec un « Brevet d'imprimeur ». Il crée une imprimerie, et moins d'un an plus tard, le dimanche 23 juin 1833, est distribué le premier numéro d'un journal hebdomadaire, sous le titre de Journal de Château-Gontier. Ce journal, jusqu'en 1870, ne fut qu’un journal littéraire, ne recevant que des annonces commerciales et judiciaires.
D’après le manifeste du directeur, Louis-Sixte Delaplace, c'était moins une affaire spéculative qu’une tentative désintéressée pour être agréable à MM. les magistrats, fonctionnaires publics, ecclésiastiques, négociants, marchands et hommes d’affaires.

### Succès et journal littéraire
Un journal à Château-Gontier était, en 1833, une chose si surprenante, si inattendue, que le journal fut accueilli avec enthousiasme ; La plupart des notabilités littéraires de la ville apportèrent leur collaboration au journal, qui, pendant une période de vingt ans, au moins, publia de nombreux articles. Le Journal de Château-Gontier avait, pour principaux collaborateurs, les avocats Achille Bize, Théodore Mazurié, Lepecq. Il insérait des vers de R. de Luigné ou de J.-J. Duchemin.
Delaplace ouvrit un « cabinet littéraire ».
Vers les années 1850, des articles du Journal de Château-Gontier, signés par Louis-Xiste Delaplace, Henri-Louis Bayard ou le Docteur Tertrais sur les Thermes de Château-Gontier font accourir les malades de la Mayenne, de la Sarthe, ainsi que du Maine-et-Loire permettant de multiplier les cures.

### Evolution
Il devient ensuite après la Guerre franco-allemande de 1870 un journal politique, dont la nuance républicaine a toujours été s’accentuant de plus en plus, suivant le tempérament de ses divers propriétaires. Le journal devint alors bi-hebdomadaire.
Après avoir enseigné à l’Ecole Normale, Désiré Postel avait démissionné et avait pris la direction en 1886 du Journal de Château-Gontier. Il est en Mayenne un des pionniers de l’idée républicaine. Il est élu conseiller municipal républicain de Château-Gontier en 1886.
Dans cette même ville, son concurrent est édité à partir de 1878 sous le titre de La Gazette de Château-Gontier.
En 1892, Alphonse Lebouvier est le gérant du journal.

### Sources
- BNF
- René Gadbin, « Quelques notes sur l’histoire de l’imprimerie à Château-Gontier, XVIIIe et XIXe siècles », dans Bibliophile du Maine, juillet 1896 (lire en ligne), p. 27.

### Numérisation
Le Journal de Château-Gontier n'est pas disponible en version numérisée.